# Dazey
La ville de Dazey est située dans le comté de Barnes, dans l’État du Dakota du Nord, aux États-Unis. Sa population s’élevait à 104 habitants lors du recensement de 2010, estimée à 101 habitants en 2016.

## Histoire
Dazey a été fondée en 1883 et nommée d’après le fermier Charles Dazey, qui a fait don de la parcelle de terrain sur laquelle la localité a vu le jour.

## Démographie
| Groupe            | Dazey | Dakota du Nord | États-Unis |
| ----------------- | ----- | -------------- | ---------- |
| Blancs            | 98,1  | 90,0           | 72,4       |
| Métis             | 1,9   | 1,8            | 2,9        |
| Autres            | 0     | 8,2            | 24,7       |
| Total             | 100   | 100            | 100        |
|                   |       |                |            |
| Latino-Américains | 1,9   | 2,0            | 16,7       |

Selon l’American Community Survey, pour la période 2011-2015, 98,20 % de la population âgée de plus de 5 ans déclare parler l’anglais à la maison et 1,80 % déclare parler l’espagnol.
| 1910 | 1920 | 1930 | 1940 | 1950 | 1960 |
| ---- | ---- | ---- | ---- | ---- | ---- |
| 265  | 293  | 251  | 215  | 196  | 226  |

| 1970 | 1980 | 1990 | 2000 | 2010 | - |
| ---- | ---- | ---- | ---- | ---- | - |
| 128  | 143  | 129  | 91   | 104  | - |

## Source
- (en) Cet article est partiellement ou en totalité issu de l’article de Wikipédia en anglais intitulé « Dazey, North Dakota » (voir la liste des auteurs).

1. ↑  « Population and Housing Unit Estimates » (consulté le 9 juin 2017)
2. ↑  Bureau du recensement des États-Unis, « Census of Population and Housing » [archive du 26 avril 2015] (consulté le 31 octobre 2013)
3. ↑  « Population Estimates » [archive du 22 mai 2015], Bureau du recensement des États-Unis (consulté le 8 juillet 2015)
4. ↑  (en) « Population of North Dakota - Census 2010 and 2000 », sur censusviewer.com.
5. ↑  (en) « Dazey, ND Population - Census 2010 and 2000 », sur censusviewer.com.
6. ↑  (en) « Language spoken at home by ability to speak English for the population 5 years and over », sur factfinder.census.gov.
7. ↑  (en) « Statistiques des États-Unis - Dakota du nord - Profils des comtés de 2010 » (consulté en juin 2021)